# Vancouver-Sud
Circonscription électorale fédérale du Canada
Vancouver-Sud ((en) Vancouver South) est une ancienne circonscription électorale fédérale canadienne de la Colombie-Britannique, représentée de 1917 à 1997, puis de 2004 à 2025.

## Circonscription fédérale
La circonscription se situait au sud-ouest de la Colombie-Britannique et représentait le sud de la ville de Vancouver
Les circonscriptions limitrophes étaient, au moment de sa seconde abolition, Burnaby—New Westminster, Delta—Richmond-Est, Richmond, Vancouver Kingsway et Vancouver Quadra.

## Historique
Initialement issue en 1914 de la circonscription de Cité de Vancouver, la circonscription est abolie en 1996 et morcelée dans les circonscriptions de Vancouver-Sud—Burnaby et de New Westminster—Burnaby. La circonscription est recréée en 2003 à partir de parties de Vancouver Kingsway, Vancouver Quadra et Vancouver-Sud—Burnaby. Lors du redécoupage électoral de 2022, la circonscription est de nouveau abolie et son territoire est réparti dans Vancouver Granville, Vancouver Kingsway et Vancouver Fraserview—Burnaby-Sud.

## Députés
1917 - 1996
| Parlement                                     | Années    | Députés             | Députés              | Parti                     |
| --------------------------------------------- | --------- | ------------------- | -------------------- | ------------------------- |
| Vancouver-Centre Issue de Vancouver (Cité de) |           |                     |                      |                           |
| 13e                                           | 1917–1921 |                     | Richard Clive Cooper | Unioniste                 |
| 14e                                           | 1921–1925 | Leon Johnson Ladner | Conservateur         |                           |
| 15e                                           | 1925–1926 | Leon Johnson Ladner | Conservateur         |                           |
| 16e                                           | 1926–1930 | Leon Johnson Ladner | Conservateur         |                           |
| 17e                                           | 1930–1935 |                     | Angus MacInnis       | Travailliste indépendant  |
| 18e                                           | 1935–1940 |                     | Howard Charles Green | Progressiste-conservateur |
| 19e                                           | 1940–1935 |                     | Howard Charles Green | Progressiste-conservateur |
| 20e                                           | 1945–1949 |                     | Howard Charles Green | Progressiste-conservateur |
| 21e                                           | 1949–1953 |                     | Arthur Laing         | Libéral                   |
| 22e                                           | 1953–1957 | Elmore Philpott     |                      | Libéral                   |
| 23e                                           | 1957–1958 |                     | Ernest James Broome  | Progressiste-conservateur |
| 24e                                           | 1958–1962 |                     | Ernest James Broome  | Progressiste-conservateur |
| 25e                                           | 1962–1963 |                     | Arthur Laing (2)     | Libéral                   |
| 26e                                           | 1963–1965 |                     | Arthur Laing (2)     | Libéral                   |
| 27e                                           | 1965–1968 |                     | Arthur Laing (2)     | Libéral                   |
| 28e                                           | 1968–1972 |                     | Arthur Laing (2)     | Libéral                   |
| 29e                                           | 1972–1974 |                     | John Allen Fraser    | Progressiste-conservateur |
| 30e                                           | 1974–1979 |                     | John Allen Fraser    | Progressiste-conservateur |
| 31e                                           | 1979–1980 |                     | John Allen Fraser    | Progressiste-conservateur |
| 32e                                           | 1980–1984 |                     | John Allen Fraser    | Progressiste-conservateur |
| 33e                                           | 1984–1988 |                     | John Allen Fraser    | Progressiste-conservateur |
| 34e                                           | 1988–1993 |                     | John Allen Fraser    | Progressiste-conservateur |
| 35e                                           | 1993–1997 |                     | Herb Dhaliwal        | Libéral                   |
| Redistribuée parmi Vancouver-Sud—Burnaby      |           |                     |                      |                           |

2004-2025
| Législature                                                                                    | Années                                       | Député                                       | Député                                       | Parti                                        |
| Vancouver-Sud issue de Vancouver-Sud—Burnaby                                                   | Vancouver-Sud issue de Vancouver-Sud—Burnaby | Vancouver-Sud issue de Vancouver-Sud—Burnaby | Vancouver-Sud issue de Vancouver-Sud—Burnaby | Vancouver-Sud issue de Vancouver-Sud—Burnaby |
| ---------------------------------------------------------------------------------------------- | -------------------------------------------- | -------------------------------------------- | -------------------------------------------- | -------------------------------------------- |
| 38e                                                                                            | 2004–2006                                    |                                              | Ujjal Dosanjh                                | Libéral                                      |
| 39e                                                                                            | 2006–2008                                    |                                              | Ujjal Dosanjh                                | Libéral                                      |
| 40e                                                                                            | 2008–2011                                    |                                              | Ujjal Dosanjh                                | Libéral                                      |
| 41e                                                                                            | 2011–2015                                    |                                              | Wai Young                                    | Conservateur                                 |
| 42e                                                                                            | 2015–2019                                    |                                              | Harjit Sajjan                                | Libéral                                      |
| 43e                                                                                            | 2019–2021                                    |                                              | Harjit Sajjan                                | Libéral                                      |
| 44e                                                                                            | 2021–2025                                    |                                              | Harjit Sajjan                                | Libéral                                      |
| Redistribuée parmi Vancouver Granville, Vancouver Kingsway et Vancouver Fraserview—Burnaby-Sud |                                              |                                              |                                              |                                              |

## Résultats électoraux
|       | Candidat            | Parti                       | # de voix | % des voix |
|       | (X) Wai Young       | Conservateur                | +15 115,  | 33,88 %    |
|       | Harjit Singh Sajjan | Libéral                     | +21 773,  | 48,81 %    |
|       | Amandeep Nijjar     | NPD                         | +06 230,  | 13,97 %    |
|       | Elain Ng            | Vert                        | +01 149,  | 2,58 %     |
|       | Charles Boylan      | Marxiste-léniniste          | +00178,   | 0,4 %      |
|       | Raj Gupta           | Parti progressiste canadien | +00166,   | 0,37 %     |
| Total | Total               | Total                       | 44 611    | 100 %      |

|       | Candidat                | Parti              | # de voix | % des voix |
|       | Wai Young               | Conservateur       | +19 504,  | 43,31 %    |
|       | (x) Ujjal Dosanjh       | Libéral            | +15 604,  | 34,65 %    |
|       | Meena Wong              | NPD                | +08 552,  | 18,99 %    |
|       | Jean de Dieu Hakizimana | Vert               | +01 151,  | 2,56 %     |
|       | Charles Boylan          | Marxiste-léniniste | +00222,   | 0,49 %     |
| Total | Total                   | Total              | 45 033    | 100 %      |

|       | Candidat          | Parti              | # de voix | % des voix |
|       | Wai Young         | Conservateur       | +16 090,  | 38,44 %    |
|       | (x) Ujjal Dosanjh | Libéral            | +16 110,  | 38,49 %    |
|       | Ann Chambers      | NPD                | +07 376,  | 17,62 %    |
|       | Csaba Gulyas      | Vert               | +02 065,  | 4,93 %     |
|       | Charles Boylan    | Marxiste-léniniste | +00211,   | 0,5 %      |
| Total | Total             | Total              | 41 852    | 100 %      |